# Wapen van Ee

Wapen van Ee

Het wapen van Ee is het dorpswapen van het Nederlandse dorp Ee, in de Friese gemeente Noardeast-Fryslân. Het wapen werd in 1988 geregistreerd.

## Beschrijving
De blazoenering van het wapen luidt als volgt:
In azuur een golvende linkerschuinbalk, rechts vergezeld van een omgewende afgerukte eenhoornskop, links van een lelie, alles van zilver.
De heraldische kleuren zijn: azuur (blauw) en zilver (zilver).

## Symboliek
- Schuinbalk: de golvende balk verwijst naar het riviertje de Zuider Ee waar het dorp zijn naam aan ontleent. De richting van deze balk is overgenomen van het wapen van Oostdongeradeel, de gemeente waar het dorp eertijds tot behoorde.[3]
- Eenhoorn: afkomstig van het wapen van het geslacht Aebinga van Humalda dat nabij het dorp de Humaldastate bewoonde.[3]
- Blauwe fleur de lis: afkomstig van het wapen van de familie Van Mockema die eveneens de Humaldastate bewoond heeft.[3]

Het wapen van Oostdongeradeel.
Het wapen van Aebinga van Humalda.

## Zie ook

Vlag van Ee